# SP za žene u velikom rukometu 1949.
Svjetsko prvenstvo za žene u velikom rukometu 1949. igrano je u Mađarskoj, od 25. do 28. rujna 1949. godine. Igralo se po bergerovom sustavu (svatko sa svakim).

## Rezultati
| Mađarska     | Mađarska     | Mađarska     | - | Austrija  |  | 7:2 |
| Čehoslovačka | Čehoslovačka | Čehoslovačka | - | Francuska |  | 4:2 |
| Mađarska     | Mađarska     | Mađarska     | - | ČSSR      |  | 4:1 |
| Austrija     | Austrija     | Austrija     | - | Francuska |  | 8:1 |
| Mađarska     | Mađarska     | Mađarska     | - | Francuska |  | 7:3 |
| Austrija     | Austrija     | Austrija     | - | ČSSR      |  | 3:2 |

## Konačni poredak
1.  Mađarska

2.  Austrija

3.  Čehoslovačka

4.  Francuska